# اسک اوبونتو
اسک اوبونتو (به انگلیسی: Ask Ubuntu) یک وبگاه پرسش و پاسخ جامعه‌محور با موضوع توزیع لینوکس اوبونتو است. این وبگاه بخشی از استک اکسچنج است که همان برنامه استک اورفلو را اجرا می‌کند.
اعضا براساس پاسخ جامعه (از طریق رای دادن) به پرسش‌ها و پاسخ‌هایشان «شهرت» پیدا می‌کنند. شهرت به معنای اعتماد کاربران به پاسخ‌هایی است که می‌دهند، است. امتیازات بر اساس سطح شهرت داده می‌شود، کاربرانی که بالاترین شهرت را دارند، دارای امتیازات مشابه با مدیران هستند.
تمامی محتوای تولید شده توسط کاربر تحت اجازه‌نامه کرییتیو کامنز می‌باشند.
این وبگاه در ۱۰ اکتبر ۲۰۱۰ از نسخه بتای عمومی خارج شد و هم‌راستای با اوبونتو ۱۰٫۱۰ راه‌اندازی شد.
تا تاریخ دسامبر ۲۰۲۱ حدود ۱٫۳ میلیون کاربر در اسک اوبونتو ثبت‌نام کردند؛ همچنین بیشتر از ۳۸۰۰۰۰ سؤال در این وبگاه ثبت شده‌است.

## تاریخچه
در ابتدا، اسک اوبونتو به عنوان یک «وبگاه پرسش و پاسخ پیشنهادی برای کاربران و توسعه دهندگان اوبونتو» در استک اکسچنج Area 51 ایجاد شد.
با حمایت سایر کاربران اینترنتی از پیشنهاد وبگاه از طریق «تعهد»، استک اکسچنج تصمیم گرفت تا اسک اوبونتو را در نسخه بتا عمومی راه‌اندازی کند. در نهایت، سایت از نسخه بتای عمومی با نام اسک اوبونتو خارج که از طریق فرایند رای‌گیری جامعه انتخاب و در اکتبر ۲۰۱۰ در کنار اوبونتو ۱۰٫۱۰ راه‌اندازی شد.
با وجود سیاست استک اکسچنج در برابر تقسیم شدن، پس از بررسی و رای‌گیری، اسک اوبونتو اجازه یافت در کنار یک سایت مستقل «لینوکس و یونیکس» به مسیر خود ادامه دهد.
اسک اوبونتو از شرکت کانونیکال مجوزی اخذ کرده که بر اساس آن اجازه داده‌است از نشان تجاری آن‌ها استفاده کند. شرکت کانونیکال همچنین در طراحی سایت اسک اوبونتو کمک کرده‌است و اطمینان دارد که موضوع اسک اوبونتو از دستورالعمل‌های نام تجاری اوبونتو پیروی می‌کند.

## ساختار
این وبگاه به کاربران خود این امکان را می‌دهد که سؤالات خود را بپرسند و به سوالات دیگران پاسخ دهند؛ همچنین این امکان داده می‌شود که به سؤالات و پاسخ‌ها به رأی مثبت یا منفی بدهند.
کاربران همچنین می‌توانند برای مشارکت‌های مختلف خود در سایت، امتیاز شهرت و «نشان» کسب کنند؛ به‌عنوان مثال، در صورتی که پاسخ یک کاربر برای یک سؤال، رای مثبت دریافت کند، ۱۰ امتیاز شهرت دریافت خواهد کرد.
همه کاربران می‌توانند پرسش‌ها و پاسخ‌ها را به سبک ویکی ویرایش کنند و ویرایش‌های پیشنهادی آن‌ها از طریق یک فرایند بررسی همتایان انجام می‌شود. کاربرانی که دارای ۲۰۰۰ امتیاز شهرت یا بیشتر هستند، می‌توانند مستقیماً پرسش‌ها و پاسخ‌ها را ویرایش کنند، بدون اینکه ویرایش‌های آن‌ها از طریق فرایند بررسی مشابه انجام شود. برخی از پست‌ها به‌عنوان «ویکی جامعه» تعیین می‌شوند که اعتبار کمتری برای ویرایش دارند.
اسک اوبونتو دارای دو سایت فرعی است: یک «متا» که در آن کاربران می‌توانند در مورد خود سایت سؤال بپرسند و به یکدیگر پاسخ دهند و دو مجموعه‌ای از اتاق‌های گفتگوی آنی، به‌عنوان بخشی از شبکه وبگاه‌های استک اکسچنج.